# Lev Rechetnikov
Lev Rechetnikov (en russe : Лев Борисович Решетников), né le 7 novembre 1927, est un ancien joueur de basket-ball soviétique. Il évolue au poste d'arrière.

## Palmarès
- Champion d'Europe 1953
- 3e du Champion d'Europe 1955